# 수원출입국·외국인청
수원출입국·외국인청(水原出入國·外國人廳)는 대한민국 법무부의 소속기관이다. 2018년 5월 10일 발족하였으며, 경기도 수원시 영통구 반달로 39에 위치하고 있다. 청장은 부이사관 또는 서기관으로 보한다.

## 직무
- 내·외국인의 출입국심사
- 외국인의 등록 및 지문찍기
- 출입국사범의 단속·수사·인수 및 외국인에 대한 동향조사
- 체류자격외의 활동을 하는 외국인에 대한 활동중지명령
- 외국인의 거소 및 활동범위의 제한
- 외국인의 준수사항의 결정
- 재외동포 거소신고등에 관한 사항
- 출입국관리기록의 정리와 보관
- 외국인의 보호 및 강제퇴거
- 보호외국인에 대한 분류심사 및 조사
- 보호자에 대한 접견 및 입·출소관리
- 보호자의 경비 및 보호
- 국적취득의 신청, 국적이탈·상실 신고 그 밖의 국적민원 접수 및 실태조사
- 난민인정 결정 및 난민 처우 등에 관한 사항
- 「출입국 관리법 시행령」 별표 1에 따른 외국인의 체류자격 중 거주(F-2), 영주(F-5) 등을 가진 정주외국인 및 귀화자 등의 네트워크 구축·운영 지원에 관한 사항
- 사증발급인정서의 발급 등에 관한 사항
- 기타 내·외국인의 출입국관리에 관한 사항

## 연혁
- 1969년 7월 26일: 인천출입국관리사무소 소속으로 오산출장소 설치.[2]
- 1992년 8월 31일: 오산출장소를 서울출입국관리사무소 소속으로 변경.[3]
- 2001년 10월 10일: 서울출입국관리사무소 소속으로 평택출장소 설치.[4]
- 2004년 1월 1일: 법무부 소속으로 수원출입국관리사무소를 설치하고 평택·오산출장소를 수원출입국관리사무소 소속으로 변경.[5]
- 2015년 12월 30일: 평택·오산출장소를 각각 평택항만·평택출장소로 개편.[6]
- 2018년 5월 10일: 수원출입국·외국인청으로 개편.[7]

## 관할 구역
- 경기도 군포시·의왕시·수원시·용인시·이천시·화성시·광주시·양평군·여주군

## 조직

### 청장
- 관리과[8]
- 사범과[8]
- 조사과[8]

### 소속기관
출장소
| 명칭           | 위치                        | 관할구역                                   |
| -------------- | --------------------------- | ------------------------------------------ |
| 평택항만출장소 | 경기도 평택시 평택항만길 75 | 평택항                                     |
| 평택출장소     | 경기도 평택시 경기대로 1375 | 경기도 평택시·안성시·오산시·오산군용비행장 |